# Misja rekrutacyjna PSZ w USA i Kanadzie

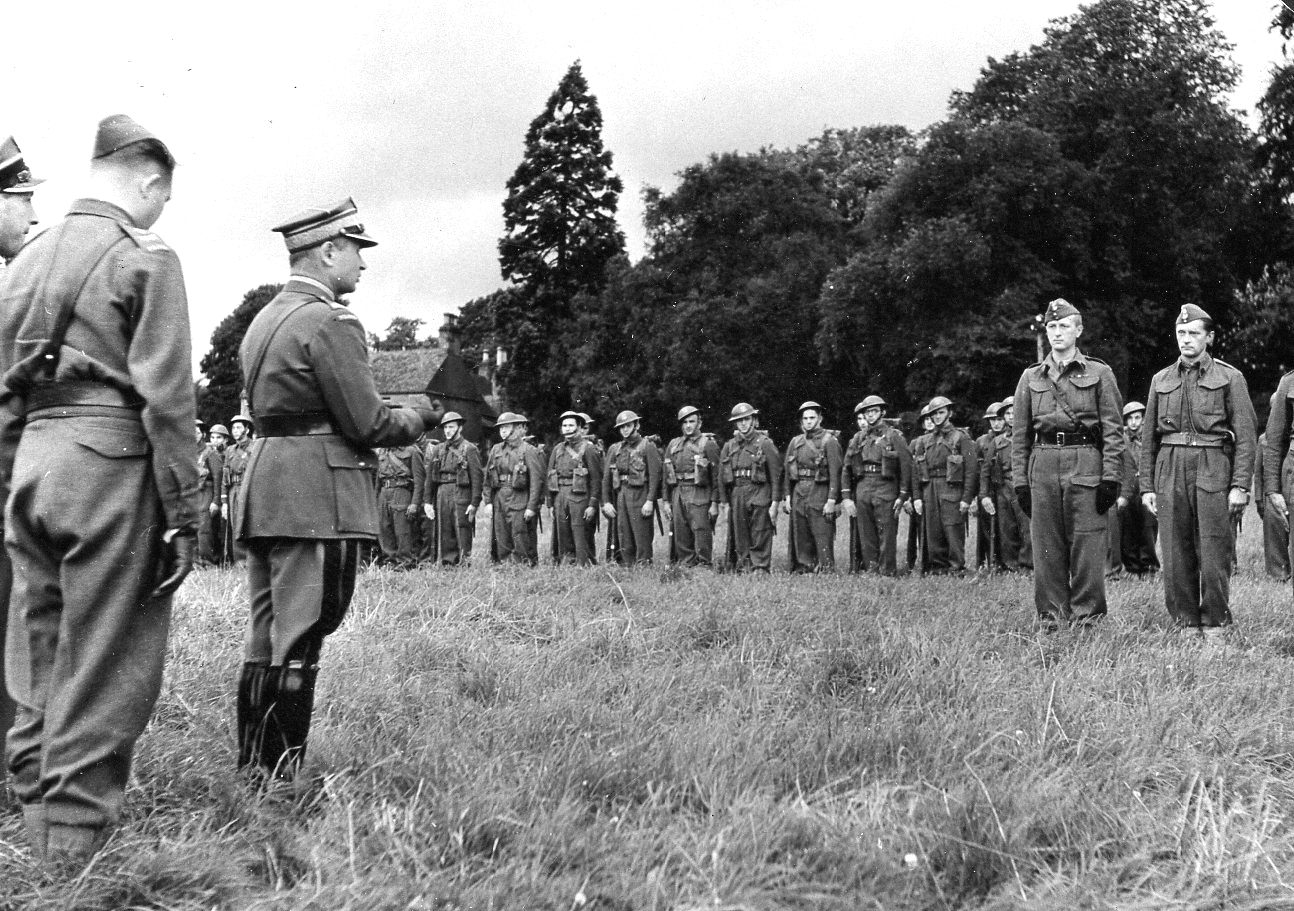
Gen. Duch przed frontem ochotników

Misja rekrutacyjna PSZ w USA i Kanadzie miała miejsce w latach 1941-1942 i została przeprowadzona na zlecenie Wodza Naczelnego, generała Władysława Sikorskiego, po jego wizycie w Ameryce, gdzie był gorąco witany przez środowiska polonijne i na tej podstawie zakładał, że rekrutacja w Kanadzie i Stanach Zjednoczonych zaowocuje napływem tysięcy ochotników do Polskich Sił Zbrojnych w Wielkiej Brytanii. Misja ta zakończyła się fiaskiem.

## Przyczyny
Po klęsce Francji stan liczebny całości Polskich Sił Zbrojnych w Wielkiej Brytanii wynosił (według sprawozdania gen. Mariana Kukiela z 16 czerwca 1940 roku) 27 614 oficerów, podoficerów, żołnierzy i marynarzy. Do końca roku z Francji dotarło jeszcze 2500 wojskowych, ale później liczba uciekinierów wyraźnie spadła. Wojsko zasilane było również na skutek akcji ewakuacyjnej z terytoriów Rumunii i Węgier, jednak akcja ta nie przynosiła większych efektów: w okresie od lipca do grudnia 1939 roku do Syrii i na Cypr dotarło – przez Stambuł – około 3300, zaś w pierwszym kwartale 1941 (tj. do chwili opanowania przez Niemców Grecji) jeszcze 916 żołnierzy.
Istniała wprawdzie internowana w Szwajcarii licząca 11 tysięcy żołnierzy 2 Dywizja Strzelców Pieszych, ale Wódz Naczelny, celem zachowania spoistości jednostki, zakazał nawet jednostkowej ewakuacji jej żołnierzy. W tej sytuacji jedynym źródłem pozyskania sił ludzkich dla odbudowy PSZ wydały się Kanada, Stany Zjednoczone, Argentyna i Brazylia.

## Przygotowania
W pierwszą podróż propagandową do Stanów Zjednoczonych wyruszył pod koniec 1939 roku generał Józef Haller, a w lipcu 1940 do Kanady udała się specjalna misja zaciągowa pułkownika Franciszka Arciszewskiego. Usiłowania te spełzły jednak na niczym. Dopiero w kwietniu 1941 roku uzyskano zgodę władz kanadyjskich na prowadzenie zaciągu ochotniczego, w związku z czym powstały dwa ośrodki: rekrutacyjny w Windsor i zapasowy w Owen Sound.
Wódz Naczelny szefem Polskiej Misji Wojskowej w Kanadzie mianował generała Bolesława Ducha, który pełnił u jego boku funkcję oficera do zadań specjalnych. Generał Duch otrzymał do dyspozycji 37 oficerów i 57 żołnierzy. W grupie tej było pięciu oficerów lotnictwa i dwóch marynarki wojennej.

## Realizacja misji

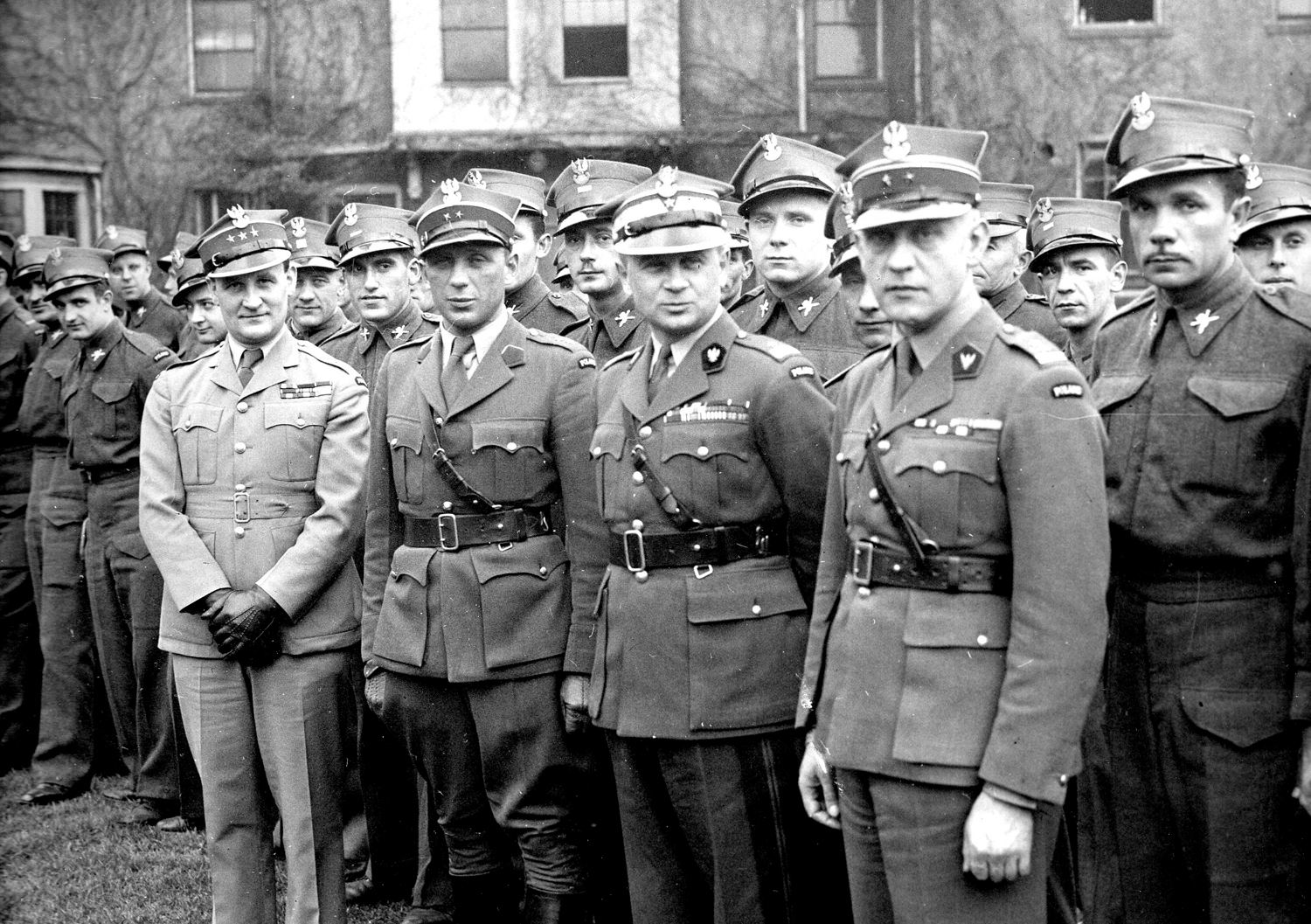
Gen. Duch z grupą pierwszych ochotników przed siedzibą Misji w Windsor

Gen. Duch przybył do Windsor 20 lipca 1941 roku. Występował oficjalnie jako Dowódca Oddziałów Polskich w Kanadzie i Przedstawiciel Naczelnego Wodza na terenie Kanady i Stanów Zjednoczonych Ameryki Północnej. Na miejscu oczekiwał go płk Arciszewski z grupą już zaciągniętych ochotników: 6 oficerów i 146 żołnierzy. 
W pierwszych dniach grudnia cała prasa polonijna opublikowała zasady przyjmowania ochotników. Jednak oddziaływanie informacyjne prasy było nieznaczne. Młodzież polonijna nie czytała po polsku wcale, lub w niewielkim stopniu. W kręgach starszego pokolenia żywe były wspomnienia krzywd, jakie wyrządził rząd II RP ochotnikom z okresu I wojny światowej nie wywiązując się z obietnic względem zaopatrzenia inwalidów, wdów i sierot, co również miało swój wpływ na podejście młodego pokolenia do sprawy polskiej. Po ataku na Pearl Harbor i przystąpieniu Stanów Zjednoczonych do wojny napływ ochotników z USA ustał. Nie pomagały wiece, akademie, audycje radiowe. Do 15 marca 1942 roku przyjęto 895 ochotników, z czego 727 pochodziło ze Stanów Zjednoczonych.
Słabe wyniki akcji rekrutacyjnej wypływały również z wzajemnych niechęci szefów Misji. Szef Misji Marynarki Wojennej kmdr Witold Zajączkowski, jak i mjr Witold Urbanowicz z Misji Lotniczej krytykowali gen. Ducha za chęć podporządkowania ich sobie. W konsekwencji obaj byli ignorowani. Kmdr Zajączkowski w okresie od sierpnia do listopada tylko 5-krotnie miał możność rozmawiać służbowo z generałem.
Gen. Bolesław Duch zdawał sobie sprawę z tego, że rekrutacja w Ameryce nie może się powieść. W tej sytuacji 25 kwietnia 1942 roku zakończył swą misję w Kanadzie i wrócił do Wielkiej Brytanii. Zadania dowódcze przejęła Polska Misja Wojskowa, która wkrótce zakończyła działalność. Ostateczna likwidacja nastąpiła 27 czerwca 1942.